# Doe Stil Voort
Doe Stil Voort was een vereniging van beeldende kunstenaars in Brussel die actief was van 1903 tot 1918 met een onderbreking tijdens de Eerste Wereldoorlog.
Doe Stil Voort werd gesticht door de componist Paul Gilson en de letterkundigen Paul De Mont, Willem Gijssels en August Vermeylen. Hun doel was de kunst en de letteren te bevorderen.
Hun jaarlijkse tentoonstellingen vonden tot in 1913 plaats in het Museum voor Moderne Kunst in Brussel dat onderdak bood aan wel meer jaartentoonstellingen van andere kunstenaarsverenigingen. Hun eerste salons weerden elk avant-gardisme en onthielden zich van elke originaliteit of zelfstandige interpretatie.

## Tentoonstellingen
- 1907 : eerste salon
- 1908: tweede jaarlijkse tentoonstelling in het Museum voor Moderne Kunst
- 1909, juli: derde jaarlijkse tentoonstelling
- 1910, augustus: vierde jaarlijkse tentoonstelling
- 1911, augustus: vijfde jaarlijkse tentoonstelling
- In de periode 1914-1916 was er geen werking
- 1917, mei-juni: tentoonstelling in het Vlaams Huis op de Grote Markt in Brussel
- 1918: tentoonstelling opnieuw in het Museum voor Moderne Kunst.

In 1918 viel de vereniging uiteen.

## Leden
Leden in de eerste bestaansfase van Doe Stil Voort waren onder andere : Joe English, Fernand Verhaegen, Piet Mondriaan, Jan Sluijters, Léon Spilliaert, de Nederlandse Jacoba Berendina van Heemskerck van Beest, Jos Albert, Paul Stoffijn. Ook Marten Melsen stapte over, na het uiteenvallen van de kunstkring Labeur, naar deze kunstkring en hield een tentoonstelling in 1908. Ook Jos Albert stelde in 1911 en 1912 tentoon met "Doe Stil Voort".
Doordat enkele leden sympathie betuigden voor de Duitse bezetter, gaven de andere leden hun ontslag.
Kunstenaars die lid waren tijdens de “tweede fase” waren onder andere : Jan Cockx, Felix De Boeck, Prosper De Troyer, Jos Leonard, Jozef Peeters, Victor Servranckx en Edmond Van Dooren. Felix De Boeck hield trouwens zijn eerste tentoonstelling bij deze kunstkring (. Deze tweede fase was trouwens veel meer avant-garde gericht. Hun tentoonstelling in 1918 had zoveel succes dat er twee reeksen moesten gemaakt worden.